# 28711 Oliverburnett
28711 Oliverburnett è un asteroide della fascia principale. Scoperto nel 2000, presenta un'orbita caratterizzata da un semiasse maggiore pari a 2,3798480 au e da un'eccentricità di 0,1091136, inclinata di 3,70996° rispetto all'eclittica.
L'asteroide era stato inizialmente battezzato 28711 Emmaburnett per poi essere corretto nella denominazione attuale.
L'asteroide è dedicato allo studente statunitense Oliver Burnett.